# Simacourbe
Simacourbe é uma comuna francesa na região administrativa da Nova Aquitânia, no departamento dos Pirenéus Atlânticos. Estende-se por uma área de 11,22 km². Em 2010 a comuna tinha 413 habitantes (densidade: 36,8 hab./km²).